# Katia Colturi
Katja Colturi (Bormio, 17 ottobre 1971) è una commentatrice televisiva ed ex pattinatrice di short track italiana.

## Carriera
È stata campionessa del mondo nella staffetta 3000 metri ai campionati mondiali de L'Aia 1996, con le compagne Marinella Canclini, Mara Urbani e Barbara Baldissera.
Detentrice del record del mondo di staffetta ottenuto nel Campionato del mondo di L'Aia 1996. 
Ha rappresentato l'Italia ai Giochi olimpici di Albertville 1992 Lillehammer 1994 e Nagano 1998. Durante i Giochi di Lillehammer al fianco delle compagne, Marinella Canclini, Mara Urbani, Barbara Baldissera e Katia Mosconi ha ottenuto la 4ª piazza nella specialità di staffetta. 
5 volte campionessa europea nella specialità staffetta 
1993 a Budapest, ha vinto il titolo del mondo a squadre. 
Medaglia di bronzo nei 500 metri ai Campionati Europei di Oberstdorf dove ha stabilito la 3^ prestazione mondiale sulla distanza. 
1 podio di Coppa del Mondo:  Bormio 1998 argento sulla distanza dei 1000 mt
Ritirata dall'attività nel 1999 è diventata Giornalista Pubblicista presso l'Ordine dei Giornalisti della Lombardia. 
Nel 2006 2010 2014 e 2018  è stata commentatrice Tv durante le edizioni dei Giochi Olimpici invernali di Torino, Vancouver, Sochi e Pyeongchang